# El Tejado
El Tejado es un municipio y localidad española de la provincia de Salamanca, en la comunidad autónoma de Castilla y León. Se integra dentro de la comarca de Guijuelo y la subcomarca del Alto Tormes. Pertenece al partido judicial de Béjar.
Su término municipal está formado por las localidades de El Tejado, La Casilla y La Magdalena, ocupa una superficie total de 21,19 km² y según los datos demográficos recogidos en el padrón municipal elaborado por el INE en el año 2017, cuenta con una población de 109 habitantes.
Es el primer pueblo que encuentra el río Tormes a su paso por la provincia de Salamanca. Las tres localidades que conforman el municipio están separadas unas de otras aproximadamente medio kilómetro. La mayor y más importante es La Magdalena y en ella se encuentran el ayuntamiento, la escuela, el consultorio médico y otros servicios.

## Geografía

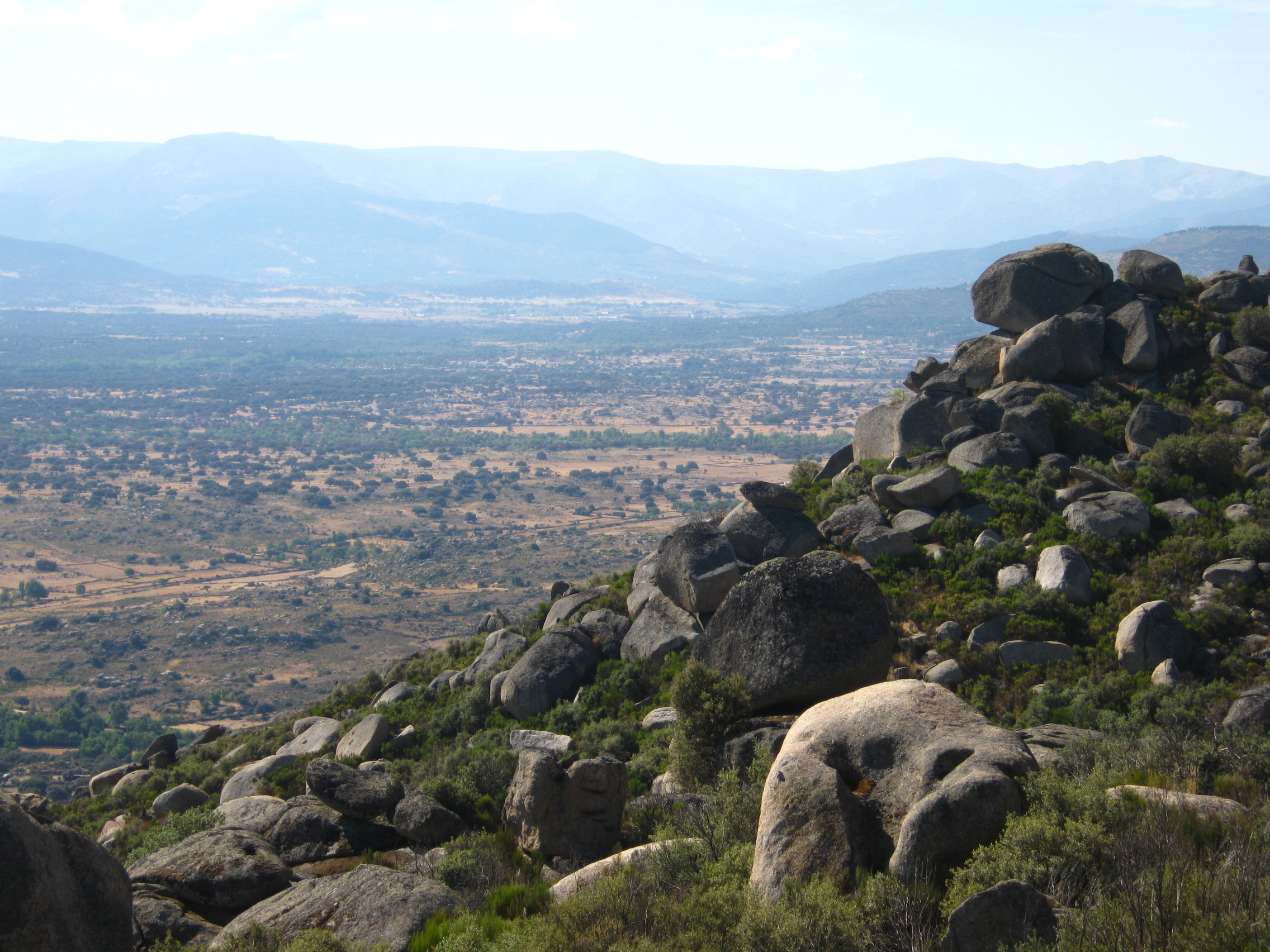
Vista desde el cerro del Berrueco

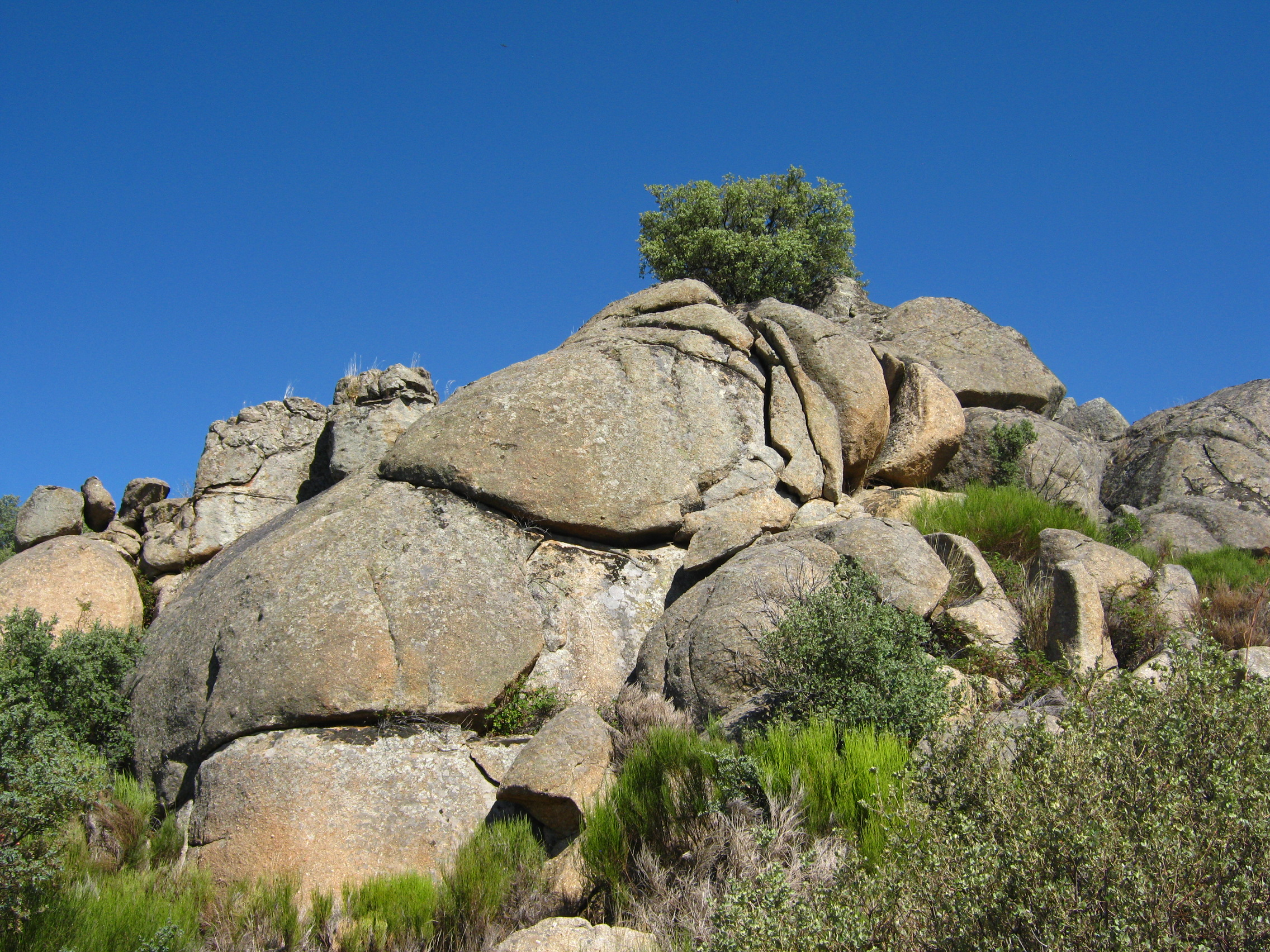
Formaciones rocosas del cerro.

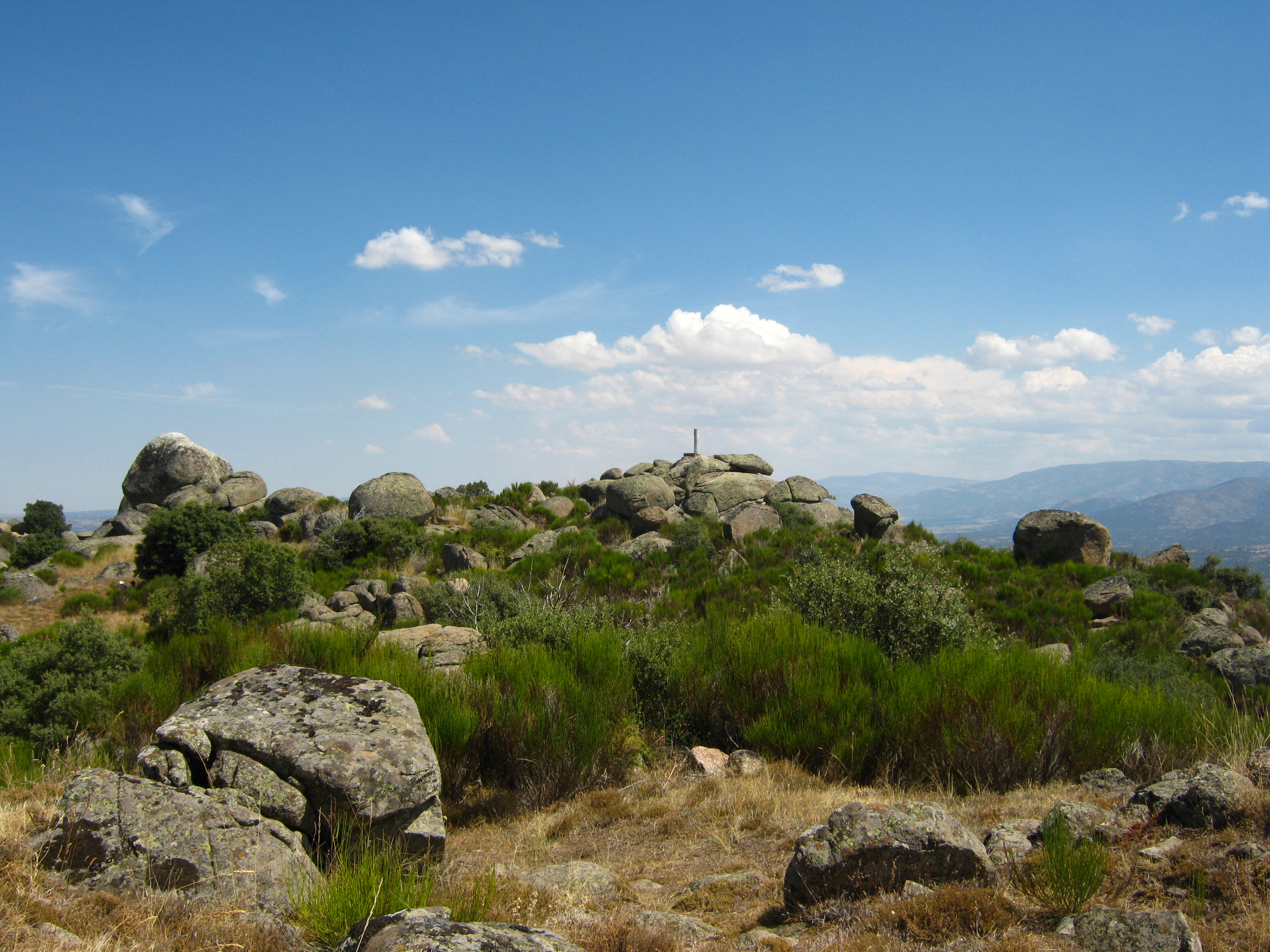
Cima del cerro del Berrueco

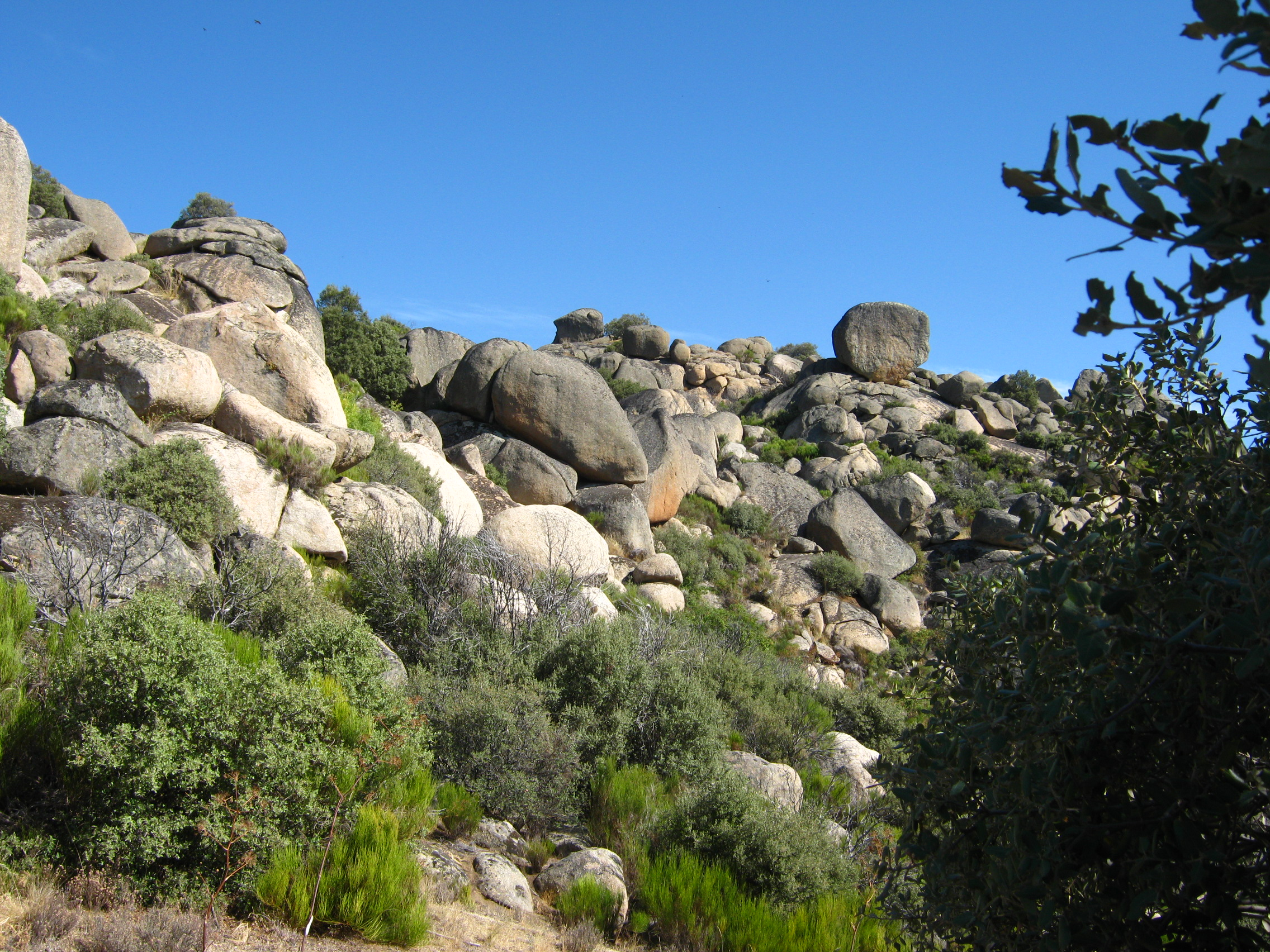
Parte alta del cerro del Berrueco

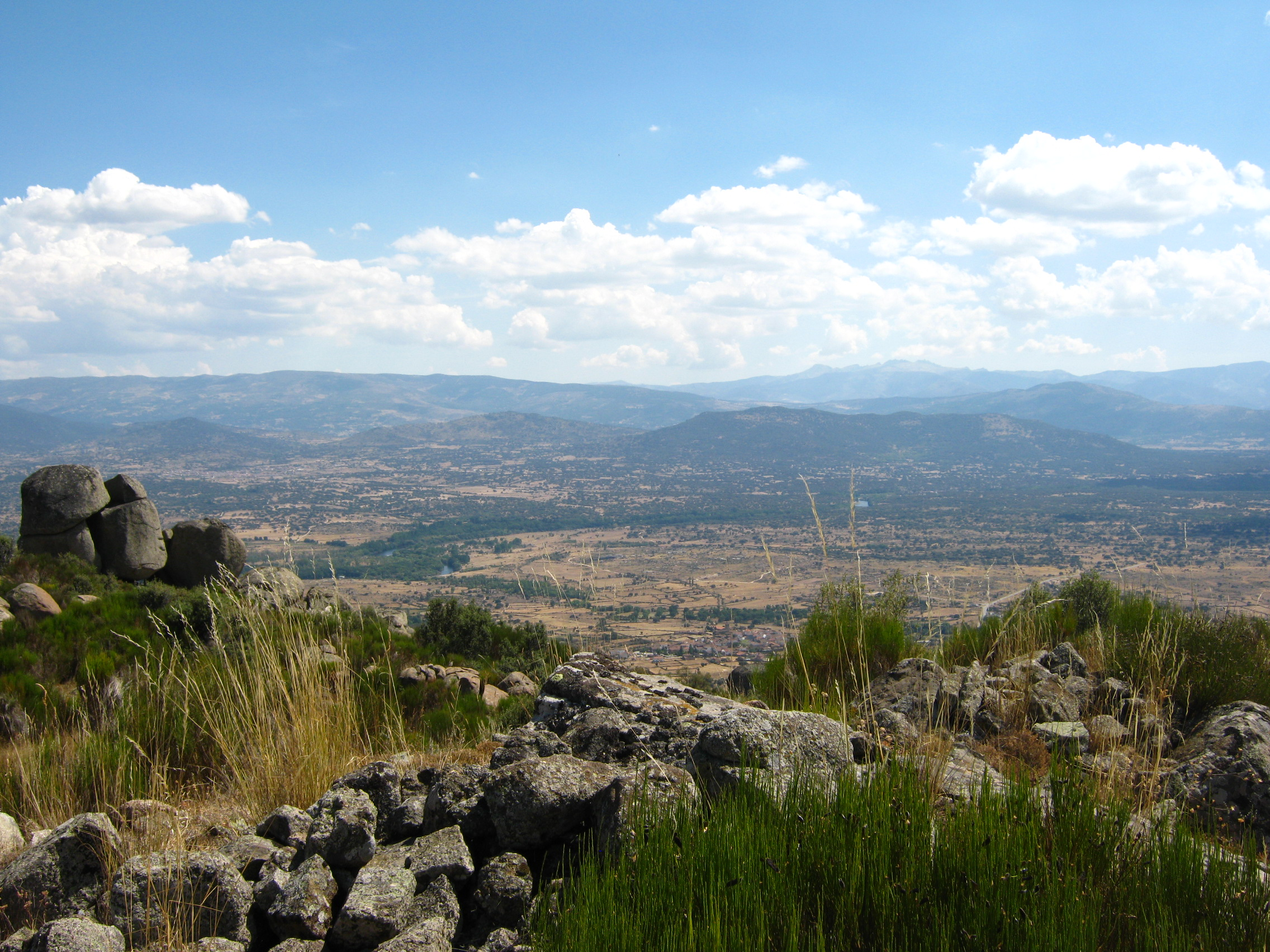
Panorámica desde la parte alta del cerro del Berrueco. Al fondo El Tejado.

El cerro del Berrueco, se halla situado en el ángulo SE de la provincia de Salamanca, en el preciso límite con la de Ávila, a la que pertenece incluso la parte baja de su ladera occidental (término municipal de Medinilla). En su casi totalidad pertenece al término municipal de El Tejado, y linda por la base de su ladera norte con el término de Puente del Congosto. La cumbre propiamente dicha del Berrueco, conocida con el nombre de "casa del Santo", se levanta a 1 354 metros sobre el nivel del mar.
A sus pies se encuentra ubicado el pueblo de El Tejado, donde, en lejanas épocas, según reza la historia, estuvieron enclavados e instalados cuatro o cinco poblados de asentamientos prehistóricos.
El Berrueco es el más notable de una serie de montes islas o relieves residuales, que constituye una de las características más sobresalientes de la morfología geológica de esta zona provincial. El conjunto del cerro es un relieve granítico alterado sobre pizarras que afloran por su vertiente meridional hacia el primer tercio de la ladera. En realidad está constituido por tres cerros:
1. El Berroquillo, perfectamente destacado hacia el Este, con 1 223 metros de altitud.
2. La Atalaya, con 1 224 metros hacia el Sur.
3. El Berrueco propiamente dicho, entre ambos, cuyo punto más alto es la "Casa del Santo" con 1 354 metros.

Este último nombre procede, al parecer, de una ermita dedicada a San Cristóbal, que existió hasta mediados del siglo pasado. En mapas antiguos se llama al cerro "Berrueco de San Cristóbal". Hoy apenas se pueden observar los restos de la ermita en su emplazamiento, con restos de teja arábiga y granítica. La ermita, a juzgar por sus restos, sería pequeña y sencilla, pero poseería en su interior un verdadero altar, puesto que en el pueblo de El Tejado se han podido ver restos de la puerta de talla del Sagrario, cuyo estilo no es anterior a comienzos del siglo XIX. Antiguamente desde el Berrueco descendían algunos riachuelos, que, aunque su longitud y su tamaño no eran muy grandes, eran suficientes para cubrir las necesidades humanas.
El Tormes nace en la sierra de Gredos, desemboca en el Duero, separa los términos de La Horcajada y El Tejado y, al mismo tiempo, las provincias de Ávila y Salamanca. Con sus aguas se regaban los linares de la Ribera de Arriba y la Ribera de Abajo.
Sobre el recorrido del Tormes a lo largo del municipio podemos hablar de varias zonas visitadas por turistas y por los propios habitantes del pueblo. Una de ellas es la presa de La Casilla, situada a menos de dos kilómetros del barrio de La Casilla. Cien metros más arriba de la presa se encuentra El Molino, cuyo nombre procede de un antiguo molino que se utilizaba para obtener energía eléctrica para alumbrar el pueblo. Otra de las zonas visitadas es la presa de La Vaquilla, situada un kilómetro más arriba de la presa de La Casilla, que no atrae mucho a los turistas, ya que es la zona que más alejada se encuentra del centro urbano. Más abajo de la presa de La Vaquilla se sitúa una de las zonas más populares del río: "El Hoyo". Esta zona es frecuentada principalmente por la mayor parte de los jóvenes que llegan al pueblo en verano para disfrutar de las vacaciones. El nombre del paraje proviene de la mayor profundidad que alcanza el río en esta parte de su recorrido.

## Historia
Inicialmente, El Tejado estuvo ligado en su reconquista en el siglo XII a la Comunidad de Villa y Tierra de Ávila, a la que perteneció hasta principios del siglo XVII dentro de la Tierra de Puente del Congosto. En 1539, la localidad, perteneciente hasta entonces a la Orden de Calatrava, fue transferida junto al resto de aldeas y lugares de Puente del Congosto a los territorios de los duques de Alba. Este hecho conllevó a su vez la integración de El Tejado en el Reino de León, aunque siguió manteniendo en lo eclesiástico su dependencia de la Diócesis de Ávila. En 1833, la división territorial de Javier de Burgos encuadró al Tejado en la provincia de Salamanca y la Región Leonesa.
Salustiano Sánchez Blázquez, el hombre vivo de más edad del mundo entre el 12 de junio de 2013 y el 13 de septiembre del mismo año, nació en El Tejado el 8 de junio de 1901.

## Geografía humana

### Demografía
Cuenta con una población de 83 habitantes (INE 2024).
| Gráfica de evolución demográfica de El Tejado entre 1857 y 2021                                                                                             |
| |
| Población de derecho según los censos de población del INE Población de hecho según los censos de población del INEEn este censo se denominaba Tejado: 1857 |

### Núcleos de población
El municipio se divide en tres núcleos de población, que poseían la siguiente población en 2019 según el INE.
| Núcleo de población | Población |
| ------------------- | --------- |
| La Magdalena        | 55        |
| El Tejado           | 25        |
| La Casilla          | 16        |

## Monumentos y lugares de interés

### Proyecto Berrueco
El cerro del Berrueco es uno de los conjuntos arqueológicos más importantes de la provincia de Salamanca, estando declarado Monumento Histórico-Artístico. La zona arqueológica reúne evidencias de nuestros antecesores, que abarcan un periodo de más de 10 000 años. Estas se inician con el único poblado del Paleolítico Superior conocido hasta hoy en la provincia, y llegan hasta nuestros días, destacando por su excepcionalidad en el conjunto de los asentamientos de la Edad del Bronce o la Edad del Hierro. Este yacimiento figura, sin duda, entre los de mayor valor arqueológico de Castilla y León; no solo por la importancia de las evidencias, sino por la irrepetible secuencia cultural que representa.
El equipo del Proyecto Berrueco está formado por un grupo de especialistas con carácter multidisciplinar e internacional. Se trata de un proyecto joven, en el que las investigaciones se abordan desde los más innovadores planteamientos de la arqueología actual. En él participan arqueólogos, geólogos, botánicos, restauradores y gestores del patrimonio, tanto españoles como británicos.

#### Conocimiento arqueológico
El yacimiento se conocía desde antiguo por numerosos hallazgos dispersos en colecciones particulares y por las noticias exageradas sobre su riqueza. Fue excavado en los años 20 por el Padre César Morán, y, los materiales recogidos, estudiados posteriormente por José Maluquer, quien también llevó a cabo excavaciones, en los años 50, en el sector de Cancho Enamorado. A mediados de los años 80 se reemprendieron las labores de campo bajo la dirección de F. Fabián. Esta extensa y montañosa área arqueológica está constituida al menos por seis yacimientos principales: La Dehesa, La Mariselva, Cancho Enamorado, Las Paredejas o Santa Lucía, Los Tejares y El Hontanar. De ellos destaca en primer lugar el poblado de Cancho Enamorado, en la cima más alta del cerro, con materiales que van desde el Bronce Final hasta el s. VI a. C., restos de seis viviendas de planta irregular excavadas por Maluquer y depósitos metálicos.

Tras él, la siguiente ocupación en el tiempo es el poblado de las Paredejas o Sta. Lucía, a los pies del Berrueco, con importantes hallazgos exóticos en superficie (aríbalo de vidrio, cerámica griega, cuchillos afalcatados, braserillos, etc.). No se han realizado excavaciones, pero materiales recogidos en superficie presumen una ocupación desde el s.VII al s. III a. C., por tanto sin romanizar. El poblado de Los Tejares, sobre una meseta al pie del Berroquillo, está en conexión con el abandono del yacimiento anterior y funciona como núcleo prerromano afectado por la romanización (hasta los ss. II-III d. C.). En su superficie aparecieron numerosos restos cerámicos (especialmente del tipo "a peine") y molinos de mano barquiformes, además de un tesorillo de monedas republicanas fechadas entre el 174 y el 43 a. C. Resultaba extraño a los especialistas que no pudieran documentarse restos evidentes de muralla en los asentamientos del cerro del Berrueco, circunstancia que se atribuyó, en principio, a la suficiencia defensiva que proporciona el escarpado relieve natural. Recientemente, sin embargo, se ha verificado el amurallamiento de Cancho Enamorado, a partir de restos constructivos muy arrasados. Ciertamente afamados son los bronces orientalizantes de El Berrueco, entre los que destacan una placa con representación de una divinidad femenina, una cabecita de carnero, una figura de guerrero, asadores y varias fíbulas antiguas. Por su emplazamiento y por su depósito material, el cerro del Berrueco constituye un lugar privilegiado para el estudio de los contactos de la meseta norte con el mundo meridional en distintos momentos del primer milenio a. C.

### Iglesia parroquial
Iglesia parroquial católica bajo la advocación de Santa María Magdalena, en la archidiócesis de Mérida-Badajoz, diócesis de Plasencia, arciprestazgo de Fuentes de Béjar.

## Administración y política
| Partido político                         | 2023  | 2023  | 2023       | 2019  | 2019  | 2019       | 2015  | 2015  | 2015       | 2011  | 2011  | 2011       | 2007  | 2007  | 2007       | 2003  | 2003  | 2003       |
| Partido político                         | %     | Votos | Concejales | %     | Votos | Concejales | %     | Votos | Concejales | %     | Votos | Concejales | %     | Votos | Concejales | %     | Votos | Concejales |
| Partido Popular (PP)                     | 34,34 | 23    | 2          | 51,22 | 42    | 4          | 57,28 | 59    | 4          | 54,17 | 65    | 4          | 55,71 | 78    | 4          | 50,41 | 61    | 4          |
| Unión del Pueblo Leonés (UPL)            | 44,69 | 30    | 1          | —     | —     | —          | —     | —     | —          | —     | —     | —          | —     | —     | —          | —     | —     | —          |
| Partido Socialista Obrero Español (PSOE) | 7,57  | 5     | 0          | 19,51 | 16    | 0          | 32,04 | 33    | 1          | 22,50 | 27    | 0          | 40,71 | 57    | 1          | 38,02 | 46    | 1          |
| Ciudadanos (Cs)                          | —     | —     | —          | 32,93 | 27    | 1          | —     | —     | —          | —     | —     | —          | —     | —     | —          | —     | —     | —          |
| En Común                                 | —     | —     | —          | —     | —     | —          | 32,04 | 33    | 0          | —     | —     | —          | —     | —     | —          | —     | —     | —          |
| Coalición SI por Salamanca (SI)          | —     | —     | —          | —     | —     | —          | —     | —     | —          | 30,00 | 36    | 1          | —     | —     | —          | —     | —     | —          |
| Izquierda Unida (IU)                     | —     | —     | —          | —     | —     | —          | —     | —     | —          | —     | —     | —          | 6,43  | 9     | 0          | —     | —     | —          |
| Unión del Pueblo Salmantino (UPSa)       | —     | —     | —          | —     | —     | —          | —     | —     | —          | —     | —     | —          | 7,86  | 11    | 0          | 34,71 | 42    | 0          |